# Потапова Анастасія Сергіївна
Анастасія Сергіївна Потапова (рос. Потапова, Анастасия Сергеевна нар. 30 березня 2001) — російська професійна тенісистка. 19 червня 2023 року вона посіла 21 місце в одиночному рейтингу WTA, а 5 грудня 2022 року посіла 40 місце в парному рейтингу. Потапова є колишньою першою ракеткою світу серед юніорок, а також чемпіонкою Вімблдону 2016 року серед дівчат в одиночному розряді.

## Особисте життя
З кінця 2022 року вона почала стосунки з казахстанським гравцем Олександром Шевченком. 24 вересня 2023 року вони оголосили про заручини, а 1 грудня 2023 року вони одружилися. Пара розлучилася у 2024 році.

## Фінали турнірів WTA

### Одиночний розряд: 6 (3 титули)
| \| Результат \| В–П \| Дата \| Турнір \| Категорія \| Поверхня \| Супротивниця \| Рахунок \| \| --------- \| --- \| -------- \| ------------------------- \| ----------- \| ---------- \| -------------------- \| ------------------ \| \| Поразка \| 0–1 \| Лип 2018 \| Moscow River Cup, Росія \| Міжнародний \| Ґрунт \| Ольга Данилович \| 5–7, 7–6(7–1), 4–6 \| \| Поразка \| 0–2 \| Сер 2018 \| Tashkent Open, Узбекистан \| Міжнародний \| Хард \| Маргарита Гаспарян \| 2–6, 1–6 \| \| Перемога \| 1–2 \| Кві 2022 \| Istanbul Cup, Туреччина \| WTA250 \| Хард \| Вероніка Кудерметова \| 6–2, 6–3 \| \| Поразка \| 1–3 \| Лип 2022 \| Prague Open, Чехія \| WTA250 \| Хард \| Маріє Боузкова \| 0–6, 3–6 \| \| Перемога \| 2–3 \| Лют 2023 \| Linz Open, Австрія \| WTA250 \| Хард \| Петра Мартич \| 6–3, 6–1 \| \| Перемога \| 3–3 \| Лют 2025 \| Transylvania Open \| WTA 250 \| Тверде (i) \| Лучія Бронцетті \| 4–6, 6–1, 6–2 \| 1. 2. 3. |     |          |                           |             |            |                      |                    |
| Результат | В–П | Дата     | Турнір                    | Категорія   | Поверхня   | Супротивниця         | Рахунок            |
| Поразка | 0–1 | Лип 2018 | Moscow River Cup, Росія   | Міжнародний | Ґрунт      | Ольга Данилович      | 5–7, 7–6(7–1), 4–6 |
| Поразка | 0–2 | Сер 2018 | Tashkent Open, Узбекистан | Міжнародний | Хард       | Маргарита Гаспарян   | 2–6, 1–6           |
| Перемога | 1–2 | Кві 2022 | Istanbul Cup, Туреччина   | WTA250      | Хард       | Вероніка Кудерметова | 6–2, 6–3           |
| Поразка | 1–3 | Лип 2022 | Prague Open, Чехія        | WTA250      | Хард       | Маріє Боузкова       | 0–6, 3–6           |
| Перемога | 2–3 | Лют 2023 | Linz Open, Австрія        | WTA250      | Хард       | Петра Мартич         | 6–3, 6–1           |
| Перемога | 3–3 | Лют 2025 | Transylvania Open         | WTA 250     | Тверде (i) | Лучія Бронцетті      | 4–6, 6–1, 6–2      |